# スワロウテイル 闇の黄金伝説
『スワロウテイル 闇の黄金伝説』（スワロウテイル やみのおうごんでんせつ）は映画『スワロウテイル』をベースにしたiモード用のコンピュータRPG。

## 概要
探偵、看護師、プログラマー、泥棒、大道芸人、スタイリストなどの16種の職業からパーティーを編成し、自動生成ダンジョンへ挑む。様々な仕事を請け負って金を稼ぎながらYEN TOWNのどこかにある財宝を探すのが目的。岡田耕始が企画、監修している。